# Resistenza ucraina nell'Ucraina occupata dai russi
Durante l'invasione russa dell'Ucraina, la Russia ha occupato vaste porzioni del territorio ucraino, avendo già occupato parti degli oblast di Donec'k e Luhans'k, nonché l'intera Repubblica autonoma di Crimea dall'inizio della guerra russo-ucraina nel 2014. Gruppi partigiani hanno cominciato a essere organizzati a metà del 2022. Questi gruppi sono stati coinvolti nella raccolta di informazioni, in sabotaggi e in attentati. Gran parte della loro attività si è svolta nelle regioni di Cherson e di Zaporižžja.